# Natalie Burtney
Natalie Burtney ist eine US-amerikanische Schauspielerin und Yogalehrerin.

## Leben
Burtney wuchs in einem Vorort von Detroit im US-Bundesstaat Michigan auf. Als Kind erhielt sie Tanzunterricht, begann sich allerdings ab ihrer High-School-Zeit für Yoga zu interessieren. An der Wayne State University erwarb sie ihren Bachelor of Arts in Theaterschauspiel. Nach ihrer Zeit an der Universität lebte sie für vier Jahre in Chicago. Ab 2009 bis 2012 vertiefte sie ihre Schauspielkenntnisse am Black Box Acting Studio. Von 2013 bis 2014 gehörte sie zum Ensemble der Upright Citizens Brigade, einer Improvisationstheatergruppe. Nach ihrem Umzug nach Los Angeles arbeitete sie als Assistentin eines Filmproduzenten und -vertriebs. Hauptberuflich arbeitete sie als Einzelhandelsverkäuferin bei T-Mobile US.
Bereits während ihrer Studienzeit debütierte sie 2008 im Film Loser’s Anonymous als Schauspielerin. Ab 2013 war sie regelmäßig in Filmproduktionen zu sehen und erhielt Episodenrollen in verschiedenen US-amerikanischen Fernsehserien. 2013 spielte sie im Horrorfilm The Bell Witch Haunting die Rolle der Lisa. 2014 verkörperte sie im Katastrophenfilm Airplane vs. Volcano die Rolle der Jennifer und in American Warships 2 eine Nebenrolle. Alle drei Filme wurden von The Asylum produziert. 2014 erhielt sie außerdem eine Episodenrolle in der Fernsehserie Fatales Vertrauen – Dem Mörder so nah. 2019 war sie im Episodenfilm Her Mind in Pieces im Kapitel „Ordinary“ in der Rolle der Christine zu sehen. Im selben Jahr wurde das Kapitel als Kurzfilm Ordinary am 1. August 2019 auf dem San Antonio Film Festival gezeigt.
Sie praktiziert Yoga und hat unter anderen ein 200-Stunden-Zertifizierung von Awakened Heart Embodied Mind und eine Back Care-Zertifizierung.

## Filmografie (Auswahl)
- 2008: Loser’s Anonymous
- 2013: Blackbird (Kurzfilm)
- 2013: The Bell Witch Haunting
- 2013: Mind of Mercer (Kurzfilm)
- 2014: Fatales Vertrauen – Dem Mörder so nah (Unusual Suspects, Fernsehserie, Episode 6x03)
- 2014: Airplane vs. Volcano
- 2014: American Warships 2 (Bermuda Tentacles, Fernsehfilm)
- 2014: Strange LA (Fernsehserie, Episode 1x01)
- 2014: 37
- 2015: Il Sonnambulo (Miniserie, Episode 1x03)
- 2015: Blue Match Comedy (Fernsehserie, 1 Episode)
- 2016: Andy Haynes: A Message for America (Kurzfilm)
- 2016: Baby Blues (Kurzfilm)
- 2016: True Nightmares (Fernsehserie, Episode 2x04)
- 2016: Proper Strangers (Kurzfilm)
- 2017: Charlie (Kurzfilm)
- 2019: The Masterpiece (Kurzfilm)
- 2019: Her Mind in Pieces
- 2019: Ordinary (Kurzfilm)
- 2022: Soldmate (Kurzfilm)
- 2024: Coward (Kurzfilm)